# NGC 1407
NGC 1407 (również PGC 13505) – galaktyka eliptyczna (E), znajdująca się w gwiazdozbiorze Erydanu. Została odkryta 6 października 1785 roku przez Williama Herschela. Galaktyka ta należy do gromady w Erydanie.
W odległości około 163 tys. lat świetlnych (50 kpc) od jej jądra znajduje się galaktyka karłowata PGC 74886 o nietypowym, prostokątnym kształcie.